# Alter Schlachthof (Wels)

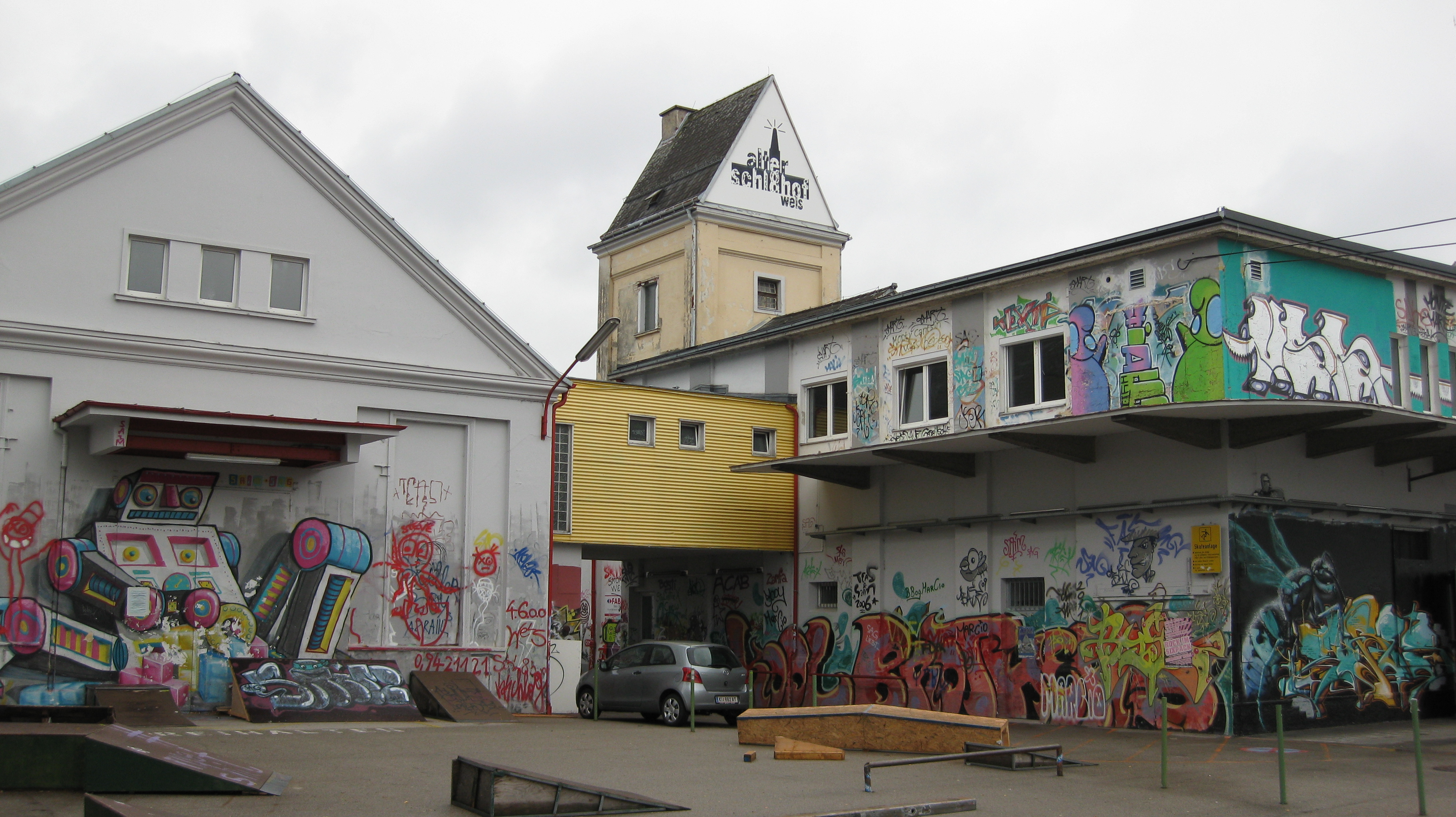
Alter Schlachthof

Der Alte Schlachthof ist ein soziokulturelles Veranstaltungszentrum und Freigelände in Wels, Oberösterreich. Seit einigen Jahren hat sich die Schreibweise Schl8hof eingebürgert.

## Geschichte
Das Gebäude wurde 1910 als städtischer Welser Schlachthof eröffnet. 1978 wurde der Betrieb eingestellt und von der Firma Handlbauer fortgeführt. Später wurde der Komplex von der Feuerwehr als Depot und Garage genutzt, ab 1981 veranstaltete die Kulturinitiative im kleinen Saal Veranstaltungen. Vier Jahre später gründeten die Kulturinitiative, die Kulturaktion 1Topf und die Kulturinitiative Impulse das Kulturzentrum Alter Schl8hof Wels.
Diverse Einrichtungen und Vereine fanden dort über die Jahre ein neues Zuhause und steuerten ihren Teil zur Entwicklung bei, hin zum soziokulturellen Zentrum. Wolfgang Wasserbauer und Peter Schmidt haben dort die Leitung inne.

## Ausstattung
Das Raumangebot für Konzerte und Veranstaltungen jeglicher Art umfasst den großen Saal (ca. 700 Steh- oder 350 Sitzplätze), den kleinen Saal (ca. 200 Steh- oder 50 Sitzplätze) und einen eigenen Raum für die Bar. Am Gelände befinden sich weitere Gebäude, wo die Institutionen platziert sind. Es befindet sich außerdem noch ein Skateplatz am Gelände.

## Institutionen
Am Gelände des Alten Schlachthofes sind diese Institutionen zu finden:
- Betriebsverein Alter Schl8hof
- Kulturverein Waschaecht
- Nicaragua Komitee
- Kulturwecker Wels
- FAB Reno OÖ Renovierungsprojekte
- Trödlerladen Wels
- Jugendzentrum D22
- Streetwork Wels
- Valug (Voralpen-Linux-User-Group)

## Veranstaltungen

### Music Unlimited
Seit Beginn des Kulturzentrum begleitet ein Festival der besonderen Art dessen Entwicklungsweg: das Music Unlimited – Festival.
1987 ging das Festival erstmals über die Bühne und beschäftigte sich schon mit experimenteller Musik.

### Bluesfestival
Alljährlich Ende Jänner Anfang Februar findet das vom Welser Bougie- und Bluespianisten Martin Pyrker kuratierte internationale Bluesfestival statt. Im Programm finden sich stets die bewertesten Namen der europäischen Blues- und Bougieszene.

### Rock im 6Pack
Dieses Fest gibt es seit 2003 und ist schon längst unter den Rock-Fans bekannt. Ab 2005 lief dieses dann zweitägig. Am ersten Tag spielten eher die „härteren“ Bands und am anderen die Pop- und Rockbands.

### If I can’t dance to it
„If I can’t dance to it“ ist ein vom Infoladen jährlich organisiertes Cross-Over-Konzert für Solidarität und politischen Aktivismus.

### Auszeid & Hoibzeid
Seit 2006 organisieren die „schl8hof juniors“ zwei Feste für Schüler: Hoibzeid &  Auszeid. Jedes Jahr werden diese Feste gut von Schülern und Ex-Schülern besucht und sind beliebt in der Welser Jugendszene. Auf den Festen traten schon Bands auf, wie zum Beispiel Bilderbuch, Yasmo und Krautschädl.

### Bunte Brise
Die Bunte Brise stellt den Rahmen für eine besondere Form von kulturellem Leben mit Kindern dar. Kinder haben hier die Chance, direkt vor-, nach- oder während des Auftritts in Kontakt mit den Künstlern zu treten.